# キプリオス
キプリオス（Kyprios、2018年5月18日 - ）は、アイルランドの競走馬。

## 概要

### 2歳(2020年)
9月8日、ゴールウェイの未勝利戦でデビューを果たし、2着に3/4馬身差をつけて快勝した。
10月10日、ゼットランドS(G3)に出走したが6着に敗れ、ここで2歳シーズンを終える。

### 3歳(2021年)
4月23日、条件戦で始動すると2着に1/2馬身差をつけて勝利。
5月8日、ダービートライアルステークス(L)に出走したが、1着馬から10馬身離された4着に敗れ、3歳シーズンを終えた。

### 4歳(2022年)
4月23日、ヴィンテージクロップS(L)で始動。ここでも2着に2と3/4馬身差をつけ快勝した。また、2着には本馬の全兄であるSearch For A Songが入っており、兄弟でワンツーフィニッシュをするという結果になった。
5月13日、英ゴールドカップの前哨戦にあたるレヴモスS(G3)に出走。先頭を維持したまま最後の直線に入ると後続馬を突き放し、2着に14馬身差をつける圧勝で連勝した。
6月16日、英ゴールドカップに出走。2018年から2020年の英ゴールドカップを3連覇したストラディバリウスらを抑えて1番人気に推された。スタートを切ると5番手あたりを追走。道中で馬群の外に馬体を持ち出して追走を始め最後の直線に入るとそのまま外からスパートをかけ始めた。先頭に立った後、その外から追込できたモジョスターに一時は先頭を譲るもそこから差し返し、大外から追い込んできたストラディバリウスをも振り切り2着のモジョスターに半馬身差をつけ初のG1タイトルを獲得した。
7月26日、グッドウッドカップ(G1)に出走。前年の覇者トゥルーシャンやストラディバリウスもこのレースに出走。それらを抑えて再び1番人気に推される。道中では最初は3、4番手を追走。そこからぐんぐん馬体を前に持っていき後半では2番手に浮上。そして先頭で最後の直線に入ると、外から差し切りにかかるトゥルーシャンを振り切りながら先頭をキープし、内から懸命に追い込んできたストラディバリウスさえも振り切ってゴールイン。2着のストラディバリウスにクビ差をつけG1を連勝した。
9月11日、愛セントレジャー(G1)に出走。ここでも全兄のSearch For A Songと再戦することに。道中では3番手をキープ。最後の直線に2番手で入るとスパートを開始。その直後に先頭に立つと、差し切ろうとするHamishを振り切り、2着に3/4馬身差をつけG1を3連勝した。
10月1日、カドラン賞(G1)に出走。道中では4、5番手をキープ。後半になると2番手に浮上して、その後先頭でフォルスストレートに入ると鞭を入れることなく突き放し、3、4馬身ほどのリードを取りながら最後の直線に入ると残り350m付近から大外へと少しずつ斜行を始め、残り200mで大きく大外へと斜行をすると外ラチ沿いを走りながらゴールイン。2着に20馬身差をつける圧勝でG1を4連勝し、4歳シーズンを終えた。
これらの結果が評価され、2022年度のカルティエ賞最優秀ステイヤーに選出された。

### 5歳(2023年)
英ゴールドカップに向けて調整をしていたものの、関節炎を発症し英ゴールドカップを回避。英ゴールドカップ連覇を断念することになった。
9月10日、連覇に向けて1日延期で行われた愛セントレジャー(G1)に出走。道中では最後方を追走。そのまま最後の直線に入ると大外から差し切りにかかるも、先に抜け出していたエルダーエルダロフに追い付くどころか逆に差をひろげられてしまい、エルダーエルダロフから3と1/2馬身差離れた2着に敗れ、連勝記録は6で途絶えた。
10月21日、英チャンピオンズLDC(G2)に出走。同レース4連覇を狙うトゥルーシャンとの再戦となった。レースでは先頭の馬が途中から大逃げをかまし、2番手の馬もそれについていく形で追走。キプリオスは3番手を追走していた。そこからじわじわと先頭との差を縮めると、残り3ハロンで先頭を走っていたトローラーマンを抜き先頭に立ち突き放し始めるも、再度脚を伸ばしてきたトローラーマンに差し切られ、2着と惜敗した。
1勝をすることもなく5歳を終えた。

### 6歳(2024年)
4月27日、ヴィンテージクロップSに出走。2着に3と1/4馬身差をつけ始動戦を制した。
5月17日、レヴモスS(G3)に出走。圧倒的1番人気に推される。レースでは2、3番手を追走。残り2ハロンからスパートすると、残り1ハロンで先頭に立ち2着を1馬身差に退けて勝利した。
6月20日、英ゴールドカップに出走。前年の英チャンピオンズLDCで本馬を破ったトローラーマンも出走した。レースでは、トローラーマンが逃げ、外からキプリオスがそれを見る形で追走。中間点で外からカイウスコリスターが2番手に立ち3番手になるも、最終コーナーでカイウスコリスターを抜かして2番手で最後の直線に入ると粘るトローラーマンを残り300m付近で抜かすとそのまま少しずつリードを広げ、2着のトローラーマンを2着に退け2年ぶりに英ゴールドカップを制覇。復活を遂げるとともに、トローラーマンへの雪辱を果たした。
7月30日、グッドウッドカップ(G1)に出走。またまたトゥルーシャンとの再戦となった。レースでは、スウェートゥウィリアムとグレゴリーが逃げ、それらを見るようにキプリオスが3番手を追走。トゥルーシャンは最後方を追走しながら最後の直線に入ると、キプリオスは持ったまま先頭に立ち、残り1ハロンになると鞭を打たれて力強く抜け出し、後続馬を寄せ付けない走りで2着に4馬身差をつける圧勝で2年ぶりのグッドウッドカップ制覇をし、G1を連勝した。また、この勝利を受けて大手ブックメーカーがつけた凱旋門賞前売りオッズ34倍に対してエブライエン調教師は、「彼には英ゴールドカップが毎年の非常に重要なレースになる」と参戦を否定し、状態に問題がなければ次戦は愛セントレジャーとコメントした 。
9月15日、愛セントレジャー(G1)に出走。1番人気に推される。レースでは、ジユーフラテスが逃げそれを見るようにキプリオスが2番手を追走する形で進んだ。そして残り3ハロンで先頭に立つと鞭を打たれて突き放し、後続馬を寄せ付けない走りで愛セントレジャーを制した。2年ぶりの制覇をするとともにG1を3連勝した。また、オブライエン調教師は関係者がキプリオスの仏G1凱旋門賞への挑戦を検討していることを明らかにした 。
10月5日、カドラン賞(G1)に出走。連覇を目指すトゥルーシャンと再戦となった。レースでは、キプリオスが逃げ、それを外からトゥルーシャンが見る形で進んでいった。そのまま最後の直線にはいるとそのまま他馬を寄せ付けない走りで圧倒し、2年ぶりのカドラン賞制覇を成し遂げ、トゥルーシャンの連覇を阻んだ。また、ここまで6歳の戦績は6戦6勝と無傷の6連勝も果たした。レース後オブライエン調教師は「この距離だと彼は他の馬と遊んでいるだけなんだ。ライアン(ムーア騎手)は彼が2速ギアで走行していて、いつも誰かに来てもらって一緒にいてほしがっていると言っていたよ」と、まだまだ余裕があったことをうかがわせている。また、問題がなければ2週後の英チャンピオンズロングディスタンスカップでシーズンを締め、来年は2走してから英ゴールドカップを狙うとコメントした。
10月19日、予定通り、英チャンピオンズロングディスタンスカップ(G2)に出走。圧倒的な1番人気に推された。良いスタートを切ると楽々と外から2番手の位置に入ると、先頭のすぐ横を追走。最後の直線に入るとすぐに先頭に立ち、外から追いすがるスウィートウィリアムを突き放し、2着に2と1/4馬身差をつけ勝利し、連勝記録を7まで伸ばした。またこの勝利で、6歳シーズンは7戦7勝という完璧な結果でシーズンを終えた。

### 7歳(2025年)
4月26日、ヴィンテージクロップSに出走。レースでは後続に2馬身差をつけ、始動戦を快勝する。
5月16日、レヴモスS(G3)に出走。道中2番手追走から直線で抜け出すと、ダラススターに1馬身半差をつけ連覇を達成する。しかし、蹄の古傷を痛めたため5月27日にクールモアにより現役を引退することが発表された。

## 競走成績
以下の内容は、Racing Post、JRA-VAN Ver.Worldの情報に基づく。
| 競走日     | 競馬場           | 競走名                  | 格 | 馬場・距離 （馬場状態） | 頭数 | 着順 | タイム  | 着差        | 騎手         | 斤量      | 1着馬（2着馬）      |
| ---------- | ---------------- | ----------------------- | -- | ----------------------- | ---- | ---- | ------- | ----------- | ------------ | --------- | ------------------- |
| 2020.09.08 | ゴールウェイ     | 未勝利戦                |    | 芝1m+1⁄2f (Hy)          | 7    | 1着  | 1:58.03 | (+3⁄4馬身)  | S.ヘファナン | 9st.7lb.  | (Lifetime Legend)   |
| 0000.10.10 | ニューマーケット | ゼットランドS           | G3 | 芝1m2f（So）            | 8    | 6着  |         | 16+3⁄4馬身  | R.ムーア     | 9st.2lb.  | Lone Eagle          |
| 2021.04.23 | コーク           | 条件戦                  |    | 芝1m2f（Gd）            | 6    | 1着  | 2:09.89 | (+1⁄2馬身)  | S.ヘファナン | 9st.6lb.  | (O'Reilly)          |
| 0000.05.08 | リングフィールド | 英ダービートライアル    | L  | 芝1m3+1⁄2f（So）        | 6    | 4着  |         | 10馬身      | R.ムーア     | 9st.0lb.  | Third Realm         |
| 2022.04.23 | ナヴァン         | ヴィンテージクロップS   | L  | 芝1m6f（Gd）            | 9    | 1着  | 3:04.60 | (2+3⁄4馬身) | R.ムーア     | 9st.5lb.  | (Search For A Song) |
| 0000.05.13 | レパーズタウン   | レヴモスS               | G3 | 芝1m6f（Gd）            | 4    | 1着  | 3:02.04 | (14馬身)    | R.ムーア     | 9st.5lb.  | (Sunchart)          |
| 0000.06.16 | アスコット       | 英ゴールドC             | G1 | 芝2m4f（GF）            | 9    | 1着  | 4:26:52 | (+1⁄2馬身)  | R.ムーア     | 9st.3lb   | (Mojo Star)         |
| 0000.07.26 | グッドウッド     | グッドウッドC           | G1 | 芝2m（Gd）              | 9    | 1着  | 3:26.34 | (クビ)      | R.ムーア     | 9st.11lb. | (Stradivarius)      |
| 0000.09.11 | カラ             | 愛セントレジャー        | G1 | 芝1m6f（Yi）            | 11   | 1着  | 3:04.67 | (+3⁄4馬身)  | R.ムーア     | 9st.11lb. | (Hamish)            |
| 0000.10.01 | パリロンシャン   | カドラン賞              | G1 | 芝2m4f（VS）            | 12   | 1着  | 4:31.62 | (20馬身)    | R.ムーア     | 9st.2lb.  | (Almacado Gree)     |
| 2023.09.10 | カラ             | 愛セントレジャー        | G1 | 芝1m6f（GY）            | 4    | 2着  |         | 3+1⁄2馬身   | R.ムーア     | 9st.11lb. | Eldar Eldarov       |
| 0000.10.21 | アスコット       | B.C.ロングディスタンスC | G2 | 芝1m7+1⁄2f（GS）        | 8    | 2着  |         | クビ        | R.ムーア     | 9st.9lb.  | Trawlerman          |
| 2024.04.27 | ナヴァン         | ヴィンテージクロップS   | L  | 芝1m6f（GY）            | 7    | 1着  | 3:11.84 | (3+1⁄4馬身) | R.ムーア     | 9st.6lb.  | (Queenstown)        |
| 0000.05.17 | レパーズタウン   | レヴモスS               | G3 | 芝1m6f（Gd）            | 6    | 1着  | 3:01.16 | (1馬身)     | R.ムーア     | 9st.5lb.  | (Queenstown)        |
| 0000.06.20 | アスコット       | 英ゴールドC             | G1 | 芝2m4f（GF）            | 9    | 1着  | 4:18.06 | (1馬身)     | R.ムーア     | 9st.4lb.  | (Trawlerman)        |
| 0000.07.30 | グッドウッド     | グッドウッドC           | G1 | 芝2m（Gd）              | 6    | 1着  | 3:35.18 | (4馬身)     | R.ムーア     | 9st.12lb. | (Sweet William)     |
| 0000.09.15 | カラ             | 愛セントレジャー        | G1 | 芝1m6f（Gd）            | 6    | 1着  | 2:59.04 | (2+1⁄4馬身) | R.ムーア     | 9st.11lb. | (Vauban)            |
| 0000.10.05 | パリロンシャン   | カドラン賞              | G1 | 芝2m4f（So）            | 5    | 1着  | 4:25.36 | (2馬身)     | R.ムーア     | 9st.2lb.  | (Trueshan)          |
| 0000.10.19 | アスコット       | B.C.ロングディスタンスC | G2 | 芝1m7+1⁄2f（So）        | 9    | 1着  | 3:25.91 | (2+1⁄4馬身) | R.ムーア     | 9st.9lb.  | (Sweet William)     |

## 血統表
| キプリオスの血統          | キプリオスの血統                                                                              | キプリオスの血統                                                                              | （血統表の出典）                                                                              | （血統表の出典） |
| 父系                      | サドラーズウェルズ系                                                                          | サドラーズウェルズ系                                                                          | サドラーズウェルズ系                                                                          | [ § 2 ]          |
| 父 Galileo 1998 鹿毛      | 父の父Sadler's Wells 1981 鹿毛                                                                | Northern Dancer                                                                               | Nearctic                                                                                      | Nearctic         |
| 父 Galileo 1998 鹿毛      | 父の父Sadler's Wells 1981 鹿毛                                                                | Northern Dancer                                                                               | Natalma                                                                                       |                  |
| 父 Galileo 1998 鹿毛      | 父の父Sadler's Wells 1981 鹿毛                                                                | Fairy Bridge                                                                                  | Bold Reason                                                                                   | Bold Reason      |
| 父 Galileo 1998 鹿毛      | 父の父Sadler's Wells 1981 鹿毛                                                                | Fairy Bridge                                                                                  | Special                                                                                       |                  |
| 父 Galileo 1998 鹿毛      | 父の母Urban Sea 1989 栗毛                                                                     | Miswaki                                                                                       | Mr. Prospector                                                                                | Mr. Prospector   |
| 父 Galileo 1998 鹿毛      | 父の母Urban Sea 1989 栗毛                                                                     | Miswaki                                                                                       | Hopespringseternal                                                                            |                  |
| 父 Galileo 1998 鹿毛      | 父の母Urban Sea 1989 栗毛                                                                     | Allegretta                                                                                    | Lombard                                                                                       | Lombard          |
| 父 Galileo 1998 鹿毛      | 父の母Urban Sea 1989 栗毛                                                                     | Allegretta                                                                                    | Anatevka                                                                                      |                  |
| 母 Polished Gem 2003 鹿毛 | 母の父*デインヒル Danehill 1986 鹿毛                                                          | Danzig                                                                                        | Northern Dancer                                                                               | Northern Dancer  |
| 母 Polished Gem 2003 鹿毛 | 母の父*デインヒル Danehill 1986 鹿毛                                                          | Danzig                                                                                        | Pas de Nom                                                                                    |                  |
| 母 Polished Gem 2003 鹿毛 | 母の父*デインヒル Danehill 1986 鹿毛                                                          | Razyana                                                                                       | His Majesty                                                                                   | His Majesty      |
| 母 Polished Gem 2003 鹿毛 | 母の父*デインヒル Danehill 1986 鹿毛                                                          | Razyana                                                                                       | Spring Adieu                                                                                  |                  |
| 母 Polished Gem 2003 鹿毛 | 母の母Trusted Partner 1985 栗毛                                                               | Affirmed                                                                                      | Exclusive Native                                                                              | Exclusive Native |
| 母 Polished Gem 2003 鹿毛 | 母の母Trusted Partner 1985 栗毛                                                               | Affirmed                                                                                      | Won't Tell You                                                                                |                  |
| 母 Polished Gem 2003 鹿毛 | 母の母Trusted Partner 1985 栗毛                                                               | Talking Picture                                                                               | Speak John                                                                                    | Speak John       |
| 母 Polished Gem 2003 鹿毛 | 母の母Trusted Partner 1985 栗毛                                                               | Talking Picture                                                                               | Poster Girl                                                                                   |                  |
| 母系(F-No.)               | 9号族(FN:9-f)                                                                                 | 9号族(FN:9-f)                                                                                 | 9号族(FN:9-f)                                                                                 | [ § 3 ]          |
| 5代内の近親交配           | Northern Dancer3×4＝18.75% Natalma4×5×5＝12.50% Raise A Native5×5＝6.25% Buckpasser5×5＝6.25% | Northern Dancer3×4＝18.75% Natalma4×5×5＝12.50% Raise A Native5×5＝6.25% Buckpasser5×5＝6.25% | Northern Dancer3×4＝18.75% Natalma4×5×5＝12.50% Raise A Native5×5＝6.25% Buckpasser5×5＝6.25% | [ § 4 ]          |
| 出典                      | 1. 2. 3. 4.                                                                                   | 1. 2. 3. 4.                                                                                   | 1. 2. 3. 4.                                                                                   | 1. 2. 3. 4.      |

- 半兄に2015年のプリンスオブウェールズSを制したFree Eagle(父ハイシャパラル)、全兄に2019年・2020年の愛セントレジャーを連覇したSearch For A Songがいる。
- そのほかの近親はアフェクション_(競走馬)#ブアタイ牝系を参照。